# Nueva canción
La Nueva canción fue un movimiento musical de izquierda de América Latina y España (Nueva canción española) que apareció más o menos al mismo tiempo —a mediados de la década de los años 1960— en varios países del continente. Se trataba de una canción que difería de la producción popular anterior debido a que poseía un fuerte compromiso social nuevo en América Latina.

## Artistas

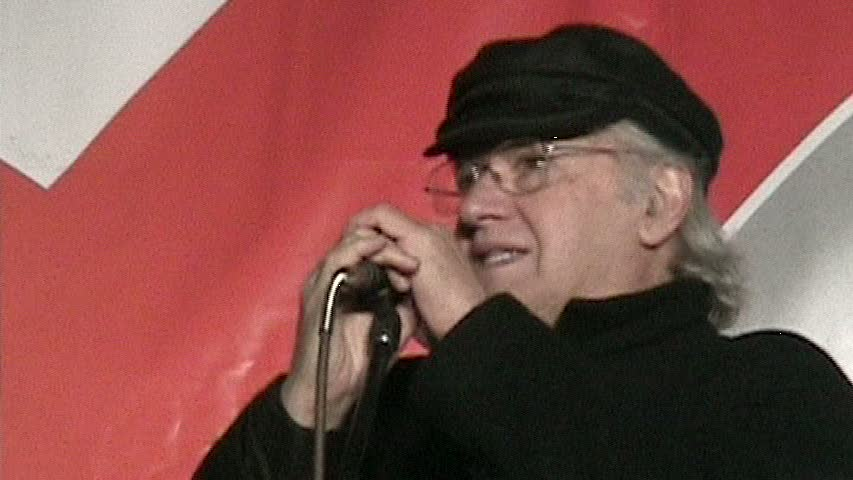
Eduardo Carrasco Pirard, integrante y director actual de la agrupación musical chilena Quilapayún.

Este movimiento reconoce antecedentes como Violeta Parra en Chile y Atahualpa Yupanqui en Argentina como grandes impulsores del movimiento musical en la región. Entre las obras paradigmáticas de la nueva canción se encuentran "Pra não dizer que não falei das flores (Caminhando)" (1968), "Canción con todos" (1969), la "Cantata Santa María de Iquique" (1970), "El pueblo unido jamás será vencido" (1973), "Plegaria a un labrador" (1969), "Todavía cantamos" (1983), etc.
Entre sus principales exponentes solistas, algunos de los cuales se mantienen activos, figuran: Amparo Ochoa, Gabino Palomares y Oscar Chávez, en México; Alí Primera, Gloria Martín, Soledad Bravo y Los Guaraguao en Venezuela; Facundo Cabral, Jorge Cafrune, Mercedes Sosa, Piero, Víctor Heredia, Armando Tejada Gómez, Cesar Isella o José Larralde en Argentina; Chico Buarque, Gilberto Gil, Milton Nascimento, Caetano Veloso o Geraldo Vandré en Brasil; Eduardo Meana, Víctor Jara, Ángel Parra en Chile; Rubén Blades de Panamá, los hermanos Carlos Mejía Godoy y Luis Enrique Mejía Godoy en Nicaragua; Carlos Puebla, Pablo Milanés, Amaury Pérez, Santiago Feliú y Silvio Rodríguez en Cuba; Alfredo Zitarrosa, Daniel Viglietti, José Carbajal el Sabalero en Uruguay; Manuel Monestel, Nicomedes Santa Cruz, Enrique Males, Rómulo Castro, Ana y Jaime y otros más. Por sus vínculos con la canción latinoamericana también suele incluirse en el movimiento al cantautor catalán Joan Manuel Serrat quien, junto a Luis Eduardo Aute o Víctor Manuel, entre otros, impulsaron un movimiento de canción comprometida durante el régimen franquista.
Entre los grupos destacados del movimiento se encuentran el Cuarteto Zupay, Los Guaraguao, Illapu, Inti Illimani, Quilapayún, Los Olimareños, Opus Cuatro, Pedro y Pablo, Quinteto Tiempo, La Federación de Sonido Popular; Pancasán, Dúo Guardabarranco, Igni Tawanka; Savia Nueva, Convite, Kin-Lalat, Yolocamba I Ta, Expresión Joven, Haciendo Punto en Otro Son, etc.
En el Ecuador surgieron grupos como Jatari, Ilumán, Noviembre 15, Cantávicos, Pueblo Nuevo o Cantores del Pueblo.

## Posición política

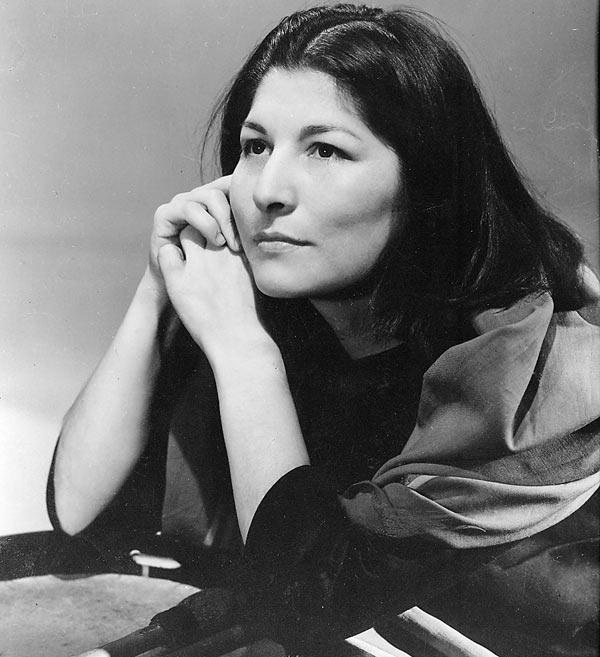
La cantante argentina Mercedes Sosa.

Ideológicamente, la nueva canción se ha llegado a identificar con la música de protesta porque en sus letras, generalmente, se manifiesta un profundo rechazo por la intervención extranjera (militar, política o económica) en los países americanos; sin embargo, lo ideológico no se queda en esta posición de rechazo a lo extranjero, sino que se extiende a un profundo respeto por la vida de los obreros, los campesinos y los indígenas, todo esto a la par de un claro rechazo al imperialismo estadounidense y europeo, al consumismo y a la desigualdad social.
En Argentina el movimiento tomó forma en 1963 como una propuesta cultural que se denominó Nuevo cancionero, liderado entre otros por Mercedes Sosa y Armando Tejada Gómez. 
En Cuba, la nueva canción se llamó Nueva trova y estuvo respaldada por el gobierno de la revolución cubana. En Chile, el presidente Salvador Allende incluso llegó a decir antes de su derrocamiento que no podía haber revolución sin canciones. A veces era común que algunos se refirieran a la Nueva canción latinoamericana simplemente como Canción latinoamericana.
Con la caída las dictaduras sudamericanas en la década de 1980, el regreso de los artistas exiliados de la nueva canción dio lugar a grandes recitales históricos, que se convirtieron en acontecimientos culturales en sí mismos, como sucedió con Mercedes Sosa en Argentina, Quilapayún e Inti Illimani en Chile, Viglietti y Zitarrosa en Uruguay, etc.
Aunque esté claramente ligada a un pensamiento de izquierda, no se trata necesariamente de una canción panfletaria. Víctor Jara lo definió así: "Nuestra canción no es una canción de protesta, es una canción de amor."; no sólo en el sentido de amor de pareja hombre-mujer, sino también por sus hijos, por la vida, por su hogar, por la dignidad, por la libertad.